# Gunung Tahan
Der Gunung Tahan (indon. Gunung = „Berg“) ist mit 2187 m der höchste Berg der Malaiischen Halbinsel in Südostasien.
In der Perakkette liegt er im Zentrum des gebirgigen Südteils der Halbinsel, Malakka-Halbinsel genannt. Dort befindet er sich im Taman-Negara-Nationalpark im malaysischen Bundesstaat Pahang.